# Nyirkai-Hany
A Nyirkai-Hany a Fertő–Hanság Nemzeti Park védett területe. A 2001-ben kialakított vizes élőhely-rekonstrukció elárasztásain változatos és értékes életközösség alakult ki. Emiatt 2006-ban Ramsari területté nyilvánították.

## Fekvése
A Nyirkai-Hany vizes élőhelyrekonstrukció a Hanság déli medencéjében, a bősárkányi-láptorok közelében, Acsalag és Bősárkány települések közelében (de Csorna közigazgatási területén) fekszik. Északról a Hanság-főcsatorna, délről a Rábca folyó határolja, átvágja a Kis-metszés-csatorna. A közelében halad el a 86-os főútvonal, amelyről megközelíthető.

## Élővilága
A lecsapolás előtti Hanságban botanikai és zoológiai vizsgálatok nem folytak. A ránk maradt leírások szerint hatalmas nádasok, kiterjedt hínárosok voltak itt, úszóláp-szigetekkel. A mélyebb részeken 3-4 m mélységű nyílt vizű tavak voltak, fás vegetáció csak kisebb égeres foltok formájában a láp peremén volt. Zólyomi Bálint 1934-ben közölt vizsgálatai már arról számolnak be, hogy az úszó hínárnövényzet kisebb, mélyebb területekre szorult vissza, a magasabban fekvő lápi növénytársulások a vízszint csökkenésével a korábban mély vizű részekre húzódtak be. A nagy nádasok fokozatosan eltűntek, a tőzeget gyors ütemben bányászták ki és kiszárított területeken megindult a mezőgazdasági művelés. Később, különösen a második világégést követően nagy erdőtelepítések kezdődtek, kezdetben égerrel, majd elsősorban nemesnyár hibridekkel, nemesített füzekkel.

### Növényzet

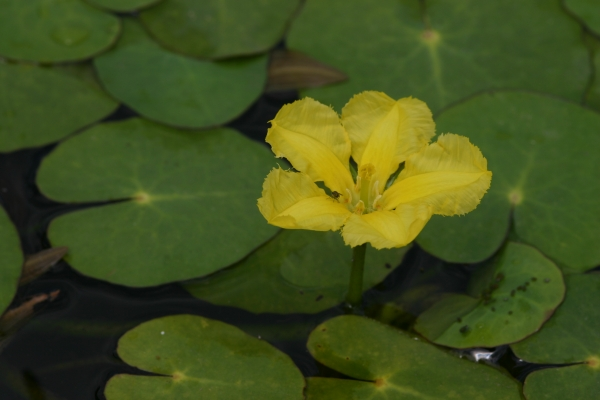
Tündérfátyol

Gyors szukcessziós változások zajlottak le az elmúlt években. Az egykor kaszálóként hasznosított területen ma a nyílt vízfelületek mellett kiterjedt sásososkat és gyékényeseket találunk, helyenként nádas állományokkal, bokorfüzesekkel. Sokfelé virágzik az egykor gyakori, mára másutt már csak a csatornákban fennmaradt fehér tündérrózsa, sárga vízitök és tündérfátyol.

### Állatvilág

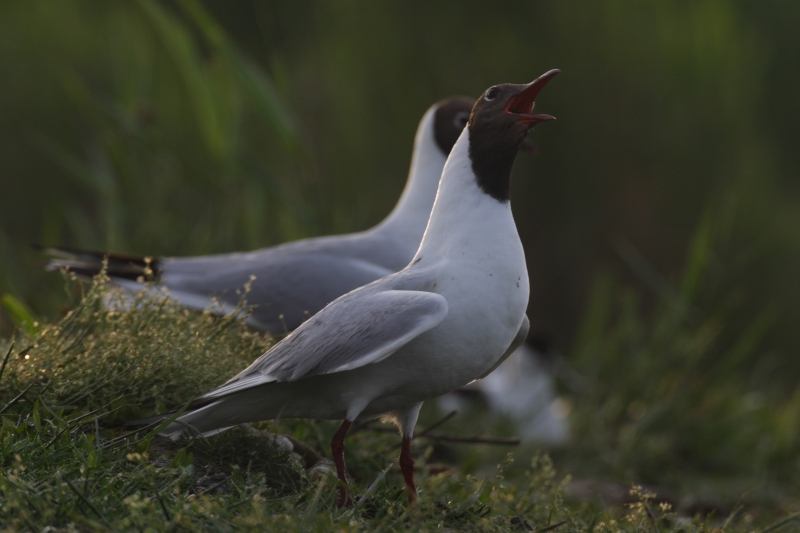
Dankasirályok

A Rábca vizével bejutottak a Hanság folyóiban élő halfajok egyedei, de többek között keszegféléket, nyurgapontyot, compót, harcsát, csukát is telepített a Fertő–Hanság Nemzeti Park. A védett réti csík kedvező szaporodóhelyet talál a területen és számára alkalmas vízterekben ma már újra előfordul a védett lápi póc. Ritkán megfigyelhető itt a Kisalföldön csak néhány helyen előforduló mocsári teknős. Egyre gyakrabban találkozhatunk az e vidéket csak az utóbbi évtizedben visszahódító vidrával, melyet a háborítatlan élőhely és a táplálékban gazdag vizek vonzanak. A hód a Hanságban a folyóvizek mentén terjeszkedik a Szigetköz felől. Nyomait szerte megtaláljuk a Nyirkai-Hanyban is, különösen telente, amikor a rágásai sokfelé láthatóak. Különösen a gátak mentén felverődő bokorfüzeket rágja előszeretettel.
Az elárasztott területet rövid idő alatt benépesítették a vízimadarak. Kétségkívül ezek a legfeltűnőbbek az idelátogatók számára. Mennyiségük és fajgazdagságuk egész évben sok érdeklődőt vonz. A téli hónapokban az átvonuló-telelő vadludak jellemzőek. Az északról érkező nagy lilikek és vetési ludak mellett sok nyári lúd is áttelel, ha a víz nem fagy be teljesen. Néhány év alatt a vadludak mennyisége tízezrekre gyarapodott, annak ellenére, hogy korábban csak átrepülő kisebb csapatok fordultak elő a Hanságban. Időnként kis lilik és vörösnyakú lúd is látható az éjszakázni behúzó csapatokban. A lihogókon úszó- és bukórécék pihennek, a több ezer tőkés réce közt fütyülő récék, barátrécék úsznak, időnként kis bukók, kercerécét és más, mélyebb vizeket kedvelő fajok is feltűnnek közöttük. A ragadozók közül jellemző a rétisas és az évek óta visszatérő fekete sas.

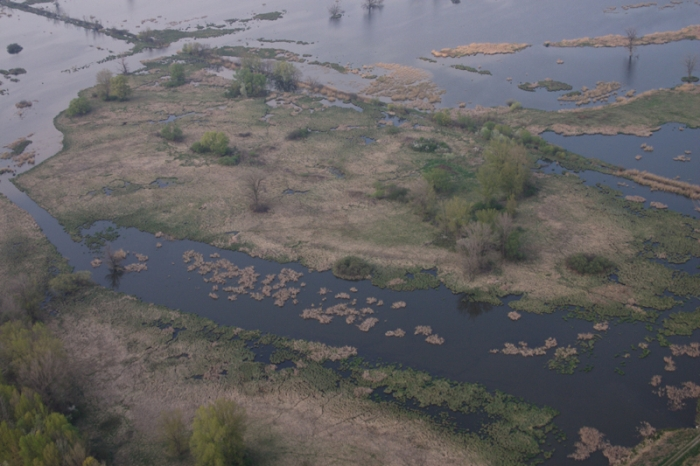
Légifelvétel a mocsárról

Tavasszal az elsők között kezdenek fészkelni a kárókatonák, a kiszáradófélben lévő hatalmas nyárfák koronájában. A több mint száz fészkelő pár elsősorban az elárasztás halállományát tizedeli. A mesterségesen kialakított sirályszigetet mintegy ezer pár dankasirály foglalja el, köztük rendszeresen költenek szerecsensirályok is, illetve a kolónia szélén, a víz közelében küszvágó csérek. A telep védelmében néhány cigányréce és üstökösréce is minden évben megtelepszik. Március elején már fészken ülnek a nyári ludak. A nádfoltokban és a babásodó gyékényesekben telepesen költenek a vörös gémek, köztük néhány pár nagy kócsag. Egyes években, külön telepben kanalasgémek is megtelepednek. A vízben álló bokorfüzeken bakcsó fészkeket találhatunk. Az utóbbi években egy-egy pár kis kócsag és selyemgém is társult a bakcsókhoz és 2007-ben első ízben fészkelt itt néhány pár szürke gém. Ugyancsak 2007-ben költöttek első alkalommal a gémtelep közelében vidrakeserűfű úszó szőnyegén fattyúszerkők, melyeket eddig csak tavasszal, vonuláson lehetett itt megfigyelni. Gyakran a legsűrűbb gyékényesben, de néha szinte teljesen nyílt helyen fészkelnek a bütykös hattyúk, 4-6 pár telepszik meg itt minden évben. A költési időszakot követően akár 100 példány is összegyűlik a Nyirkai-Hanyban. A megfelelő fajismerettel rendelkező megfigyelők mindezek mellett sok más vízimadár fajt megtalálhatnak itt az év minden szakában, még a kemény fagyok heteiben is találunk néhány szárcsát, tőkés récét és szürke gémet a be nem álló, mozgó vizű befolyóknál, vagy a Rábca folyón.

## Természetvédelem
A Nyirkai-Hany teljes egészében a Fertő–Hanság Nemzeti Park védett területe. 2004-től Natura 2000 terület, vagyis az Európai Unió közösségi jelentőségű védett területei közé tartozik. 2006 óta a Ramsari egyezmény által is védett vizes élőhelyünk.

## Külső hivatkozások
- A Fertő-Hanság Nemzeti Park honlapja
- Itt készült képek